# Tartane

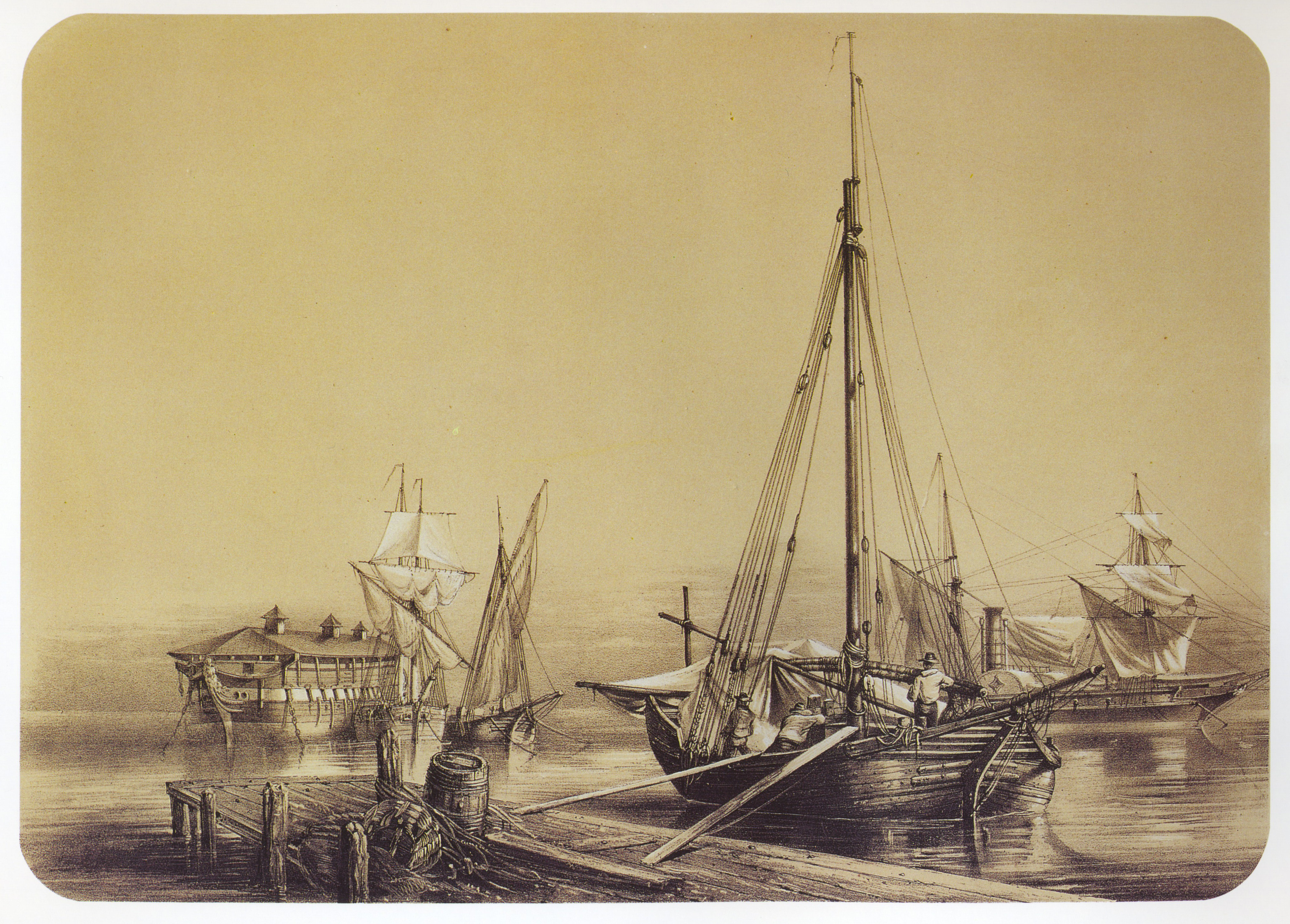
Tartane im Hafen in Toulon, 19. Jahrhundert

Die Tartane war eines der am weitesten verbreiteten Segelschiffstypen im Mittelmeer und in Arabien. Der Begriff Tartane wurde aus dem arabischen Sprachraum von den Italienern übernommen und bedeutet kleines Boot. Der Schiffstyp wurde vom 17. bis zum Ende des 19. Jahrhunderts für den Transport von Fracht und für die Fischerei verwendet. Tartanen dienten auch in den Kriegsflotten des Mittelmeeres und als Kaperer. 
Tartanen trugen zunächst zwei Masten, später nur noch einen. Im Verhältnis zur Länge sind sie relativ breit. Der Schiffstyp mit seinem weit vorgestreckten Vorschiffsbereich und dem rammspornartigen Bugspriet ist der Schebecke sehr ähnlich. Am Achterschiff fällt das frei überbaute Heck auf. Tartanen sind kleiner als Polacker. Große Ähnlichkeiten bestehen auch mit der Pinke, welche aber ein Spiegelheck hat, und der Barca des Mittelmeerraumes.